# RadioMusik
RadioMusik är ett musikalbum som släpptes den 14 februari 2014 av den svenska musikgruppen De Vet Du. Albumet lyckades att nå plats 16 på Sverigetopplistan första veckan det släpptes.

## Låtlista
1. "Intro" (0:21)
2. "Fucka Ur" (3:18)*
3. "Milf" (3:44)
4. "TV-Spel" (3:37)
5. "Boy Band" (3:26)
6. "Klä av dig naken" (3:12)*
7. "Haterz" (feat. Robert Aschberg) (3:22)
8. "Kär i en kändis" (3:18)*
9. "Pullmaterial" (3:26)
10. "Den kan inte stå" (3:31)
11. "Könis" (4:47)
12. "Klä av dig naken" (Acoustic version) (3:03)
13. "Boy Band (Acoustic version) (3:30)
14. "Den kan inte stå" (feat. DJ-HUNK) [DJ-HUNK Remix] (3:23)
15. "Klä av dig naken" (feat. DJ-HUNK) [DJ-HUNK Remix] (3:21)
16. "Outro" (0:19)

## Listplacering
| Lista (2014)                | Topplacering | Vecka    |
| --------------------------- | ------------ | -------- |
| Sverige (Sverigetopplistan) | 16           | Vecka 8  |
| Sverige (Sverigetopplistan) | 35           | Vecka 9  |
| Sverige (Sverigetopplistan) | 53           | Vecka 10 |